# You're a Good Man, Charlie Brown
You're a Good Man, Charlie Brown è un musical basato sui personaggi del fumetto a strisce Peanuts di Charles M. Schulz, con musiche e testi di Clark Gesner e Andrew Lippa (per la versione revisionata del 1999). Il musical viene spesso portato in scena nei teatri amatoriali grazie al suo piccolo cast e alla scenografia minimalista.

## Ideazione
Nei primi anni sessanta Gesner aveva scritto alcune canzoni sui personaggi di Schulz, ma non era riuscito a ottenere il permesso della United Feature Syndicate per usare i personaggi nelle canzoni. Egli mandò a Schulz dei demo delle canzoni e ottenne il permesso per registrarle e pubblicarle in un concept album nel 1966. Inizialmente Gesner non era intenzionato a creare un musical basato sull'album, ma fu incoraggiato a farlo dal produttore Arthur Whitelaw, che in seguito scriverà un altro musical sui Peanuts, Snoopy! The Musical. Prima che fosse portato in scena, il musical non aveva alcun libretto, essendo solo una serie di vignette con un numero musicale ciascuna. Il libretto, è accreditato a "John Gordon", pseudonimo collettivo per Gesner, i membri della produzione e del cast, i quali hanno tutti collaborato alla sceneggiatura.

## Produzioni

### Produzione originale Off-Broadway (1967) e Broadway (1971)
Il musical debuttò Off-Broadway il 7 marzo 1967 al Theatre 80 nell'East Village, con: Gary Burghoff (Charlie Brown), Skip Hinnant (Schroeder), Reva Rose (Lucy), Bob Balaban (Linus), Karen Johnson (Patty) e Bill Hinnant (Snoopy). Questa produzione chiuse dopo quasi quattro anni e dopo 1597 performance, il 14 febbraio 1971.
Un allestimento a Broadway debuttò il 1º giugno 1971 al John Golden Theatre, e chiuse il 27 giugno successivo dopo 32 performance. Il nuovo cast era formato da: Carter Cole (Schroeder), Grant Cowan (Snoopy), Stephen Fenning (Linus), Liz O'Neal (Lucy), Dean Stolber (Charlie Brown) e Lee Wilson (Patty).

### West End (1968)
Il debutto del musical al West End di Londra avvenne il 1º febbraio 1968 al Fortune Theatre, e chiuse l'11 maggio successivo dopo 116 performance. Don Potter, che interpretava Snoopy, riprese il ruolo nel cast originale di San Francisco di Snoopy! The Musical.

### Tour americano (1998) e revival di Broadway (1999)
Un tour statunitense di You're a Good Man, Charlie Brown iniziò il 18 novembre 1998 a Skokie in Illinois. Dopo la conclusione del tour il 17 gennaio 1999, il 4 febbraio ebbe luogo un revival a Broadway che chiuse il 13 giugno dello stesso anno con 149 performace. Questa produzione conteneva nuovi dialoghi di Michael Mayer, che si occupò anche della regia, e nuove canzoni e arrangiamenti di Andrew Lippa.
Nel revival il personaggio di Patty (da non confondere con Piperita Patty) è stato sostituito dalla più nota Sally Brown, cambiamento già effettuato da Schulz per l'adattamento d'animazione televisivo. Il cast era composto da: Anthony Rapp (Charlie Brown), B.D. Wong (Linus), Ilana Levine (Lucy), Stanley Wayne Mathis (Schroeder), Kristin Chenoweth (Sally) e Roger Bart (Snoopy). Chenoweth e Bart vinsero entrambi un Tony Award per le loro interpretazioni.

## Numeri musicali
Originale
Atto I
- Opening – cast
- You're a Good Man, Charlie Brown – cast
- Schroeder – Lucy (cantata su Sonata per pianoforte n. 14 di Beethoven)
- Snoopy – Snoopy
- My Blanket and Me – Linus
- The Kite – Charlie Brown
- The Doctor is In (Dr. Lucy) – Lucy e Charlie Brown
- The Book Report – cast

Atto II
- Opening, Pt. 2 – cast
- T-E-A-M (The Baseball Game) – Charlie Brown e il cast
- The Red Baron – Snoopy
- Queen Lucy – Lucy e Linus
- Glee Club Rehearsal – cast (cantata su Home on the Range)
- Little Known Facts – Lucy con Linus e Charlie Brown
- Peanuts Potpourri – Snoopy, Schroeder e Linus
- Suppertime – Snoopy
- Happiness – cast
- Inchini – cast (include un reprise di You're a Good Man, Charlie Brown)

Opening, Pt. 2, Glee Club Rehearsal e gli inchini non sono stati inclusi nell'album musicale.
Revival
Atto I
- Opening – cast
- You're a Good Man, Charlie Brown – cast
- You're a Good Man, Charlie Brown (reprise) – Charlie Brown, Linus e Sally
- Schroeder – Lucy (cantata su Sonata per pianoforte n. 14 di Beethoven)
- Snoopy – Snoopy
- My Blanket and Me – Linus e il cast
- Queen Lucy – Lucy e Linus
- The Kite – Charlie Brown
- The Doctor is In (Dr. Lucy) – Lucy e Charlie Brown
- Peanuts Potpourri – Sally, Linus, Snoopy, Lucy e Schroeder
- Beethoven Day – Schroeder e il cast
- Rabbit Chasing – Sally e Snoopy
- The Book Report – cast

Atto II
- The Red Baron – Snoopy
- My New Philosophy – Sally e Schroeder
- T-E-A-M (The Baseball Game) – Charlie Brown e il cast
- Glee Club Rehearsal – cast (cantata su Home on the Range)
- Little Known Facts – Lucy, Linus e Charlie Brown
- Suppertime – Snoopy
- Happiness – cast
- Inchini – cast (include un parziale reprise di Happiness e You're a Good Man, Charlie Brown)

Le tre nuove canzoni aggiunte (Beethoven Day, Rabbit Chasing e My New Philosophy) sono di Andrew Lippa. You're a Good Man, Charlie Brown Reprise, Queen Lucy, Peanuts Potpourri, Rabbit Chasing, e The Red Baron non sono state incluse nell'album del revival del 1999.

## Adattamenti
Nel 1973 il musical è stato adattato in uno speciale televisivo per la serie Hallmark Hall of Fame su NBC. Bill Hinnant, dalla produzione originale Off-Broadway, torna nel ruolo di Snoopy.
Nel 1985 CBS ha trasmesso Sei un buon uomo, Charlie Brown, uno speciale televisivo animato tratto dal musical. Si tratta della prima versione animata dei Peanuts in cui Snoopy parla un linguaggio comprensibile. Snoopy è doppiato da Robert Towers, che aveva interpretato il personaggio nella produzione di Los Angeles del 1967, mentre gli altri personaggi sono doppiati da attori bambini come in tutti i film d'animazione dei Peanuts.

## Riconoscimenti

### Produzione originale Off-Broadway
Drama Desk Award (1967)
- Miglior attore: Bill Hinnant
- Miglior regia di un musical: Joseph Hardy

Outer Critics Award (1967)
- Miglior musical Off-Broadway

Theatre World Award (1967)
- Reva Rose

Clarence Derwent Awards (1967)
- Attrice più promettente: Reva Rose

Grammy Award (1968)
- Nomination Miglior album di un musical teatrale

### Revival di Broadway del 1999
Tony Award (1999)
- Nomination Miglior revival di un musical
- Miglior attore non protagonista in un musical: Roger Bart
- Miglior attrice non protagonista in un musical: Kristen Chenowet
- Nomination Miglior regia di un musical: Michael Mayer

Drama Desk Award (1999)
- Miglior revival di un musical
- Miglior attore non protagonista in un musical: Roger Bart
- Miglior attrice non protagonista in un musical: Kristen Chenowet
- Nomination Miglior regia di un musical: Michael Mayer
- Nomination Miglior scenografia: David Gallo

Grammy Award (2000)
- Nomination Miglior album di un musical teatrale